# La Fe del Golfo
La Fe del Golfo är en ort i Mexiko.   Den ligger i kommunen Jiménez och delstaten Tamaulipas, i den centrala delen av landet, 600 km norr om huvudstaden Mexico City. La Fe del Golfo ligger 202 meter över havet och antalet invånare är 202.
Terrängen runt La Fe del Golfo är platt. Runt La Fe del Golfo är det mycket glesbefolkat, med 4 invånare per kvadratkilometer. La Fe del Golfo är det största samhället i trakten. Trakten runt La Fe del Golfo består i huvudsak av gräsmarker.